# North Runcton
North Runcton – wieś w Anglii, w hrabstwie Norfolk, w dystrykcie King’s Lynn and West Norfolk. Leży 60 km na zachód od Norwich i 140 km na północ od Londynu. W 2001 miejscowość liczyła 266 mieszkańców.